# 乗鞍スカイライン・サイクルヒルクライム
乗鞍スカイライン・サイクルヒルクライム（のりくらスカイライン・サイクルヒルクライム）は、岐阜県高山市の殿下平を出発、平湯峠を経由して乗鞍スカイラインを上り、乗鞍岳の畳平の鶴ヶ池駐車場をゴールとする自転車ロードレースである。

## 開催者
乗鞍ヒルクライム実行委員会
岐阜県自転車競技連盟、全日本実業団自転車競技連盟、高山市、飛騨・高山観光コンベンション協会、飛騨乗鞍観光協会、乗鞍観光協議会、丹生川旅館組合、奥飛騨温泉郷観光協会、奥飛騨温泉郷旅館組合、岐阜新聞・岐阜放送

## 概要
距離約18.8km、平均勾配約7.2%である。実業団の部、ロードレーサーの部、マウンテンバイクの部がある。
乗鞍スカイラインでマイカー規制が実施されたことにより実現された。
マスドスタート方式の個人ヒルクライムロードレースで、中盤は10%近い勾配が続くがゴール付近に近づくにつれて緩やかになる。通行規制が行われないため、道路交通法に則った走り方をする必要がある。
大会前日に受付と車検が行われる。前日のコースの試走は禁止されている。

### 天候
北西の風が吹くため、天候が変わりやすい。第10回乗鞍乗鞍スカイライン・サイクルヒルクライム2013は悪天候のため中止された。畳平付近では晴れていても10℃以下になり、下山の際に防寒着が必須であるため、主催者が荷物をゴールまで運ぶ。